# فيرنا غاستون
فيرنا غاستون هي ممثلة فلبينية، ولدت في 1 نوفمبر 1950، وتوفيت في 16 سبتمبر 2005.